# Setostylus rufobrunneus
Setostylus rufobrunneus är en tvåvingeart som beskrevs av Loïc Matile 1990. Setostylus rufobrunneus ingår i släktet Setostylus och familjen platthornsmyggor. Inga underarter finns listade i Catalogue of Life.